# Фьордовое
Фьо́рдовое или Фио́рдовое — ледниковое озеро на острове Октябрьской Революции Северной Земли, административно принадлежит Красноярскому краю России. В пределах острова, озеро Фьордовое расположено между краем ледникового купола Карпинского на востоке и склонами долины на западе.
Является самым крупным внутренним озером острова и, в зависимости от степени распространения ледника по его поверхности, может являться самым крупным водоёмом архипелага. Его современная площадь оценивается от 38 км² до 57 км². Имеет вытянутую вдоль ледника изрезанную форму протяженностью до 30 км, отличается большими глубинами до 97 м. Водоём имеет ледниковое происхождение, значительная часть его озерной котловины заполнена ледником Карпинского. Высота уровня воды в озере составляет 65 м НУМ. Потому как за последние десятилетия озеро Фьордовое не испытывало сильных падений уровня с прекращением обычного оттока воды, водоём скорее всего не относится к ледниково-подпрудным и является приледниковым озером. Но тем не менее, сейчас общепризнанным является то, что озеро по крайней мере частично подпружено ледником на юго-востоке.
Выделяется низкими температурами водной массы и практически постоянным ледовым покровом большой толщины, в отдельные годы ледостав может сохраняться весь год. В условиях более холодного климата прошлого столетия озеро было покрыто многолетним льдом и оттаивало только вблизи побережья с темными скалами из-за их лучшего прогрева, а за летний сезон происходило лишь уменьшение толщины льда с трех до одного метра. В современный период озеро вскрывается в августе, свободное от ледостава время не превышает одного месяца. При этом плавающий лёд сохраняется до следующего замерзания водоёма, значительная его часть поступает с ледника на востоке — размеры отдельных айсбергов в озере могут достигать 500 м. 
Сток воды из озера Фьордовое осуществляется через реку Озёрная, значимые впадающие реки отсутствуют. Так как основной приток воды поступает с ледника Карпинского, то его объём определяется температурой воздуха — в случае теплого летнего дня уровень воды может вырастать на 55 см за сутки. Водосборному бассейну Фьордового также принадлежат несколько озёр ме́ньшего размера. Три ледниково-подпрудных водоёма в юго-восточном направлении принадлежат озёрной котловине Фьордового, отделены от него ледниками и могут стать его заливами при их отступлении. Из них два озера, Ленточное и Острое, де-факто являлись заливами Фьордового в 2019 году, но они могут от него отделяться в случае роста ледника.
На прибрежных скалах водоёма зарегистрирована самая крупная на архипелаге колония моевок, также на озере Фьордовое широко распространены виды — бургомистров, чистиков и белых чаек.